# Kuurnebrug
De Kuurnebrug, ook gekend als de Nieuwe Brug, is een boogbrug over de Leie op de gemeentegrens tussen Kuurne en Harelbeke. Het verbindt de Harelbekestraat (Kuurne) met de Vlasstraat (Harelbeke). Het ligt vlak bij de Banmolens en de Kortrijksesteenweg.
Bij de bouw van de Nieuwe Brug in 1936 werd een bronzen karpertongzwaard aangetroffen van ongeveer 3.000 jaar oud. Het zwaard bevindt zich momenteel in het Museum Aan de Stroom (MAS) in Antwerpen.
Tijdens de Tweede Wereldoorlog in mei 1940 werd de brug opgeblazen door het Belgische 25ste linieregiment om de opmars van de Duitsers te stoppen.
De huidige brug werd gezet in de jaren 1990. Om plaats te bieden aan zware containerschepen, zal de brug in 2022 een halve meter verhoogd worden.

## Trivia

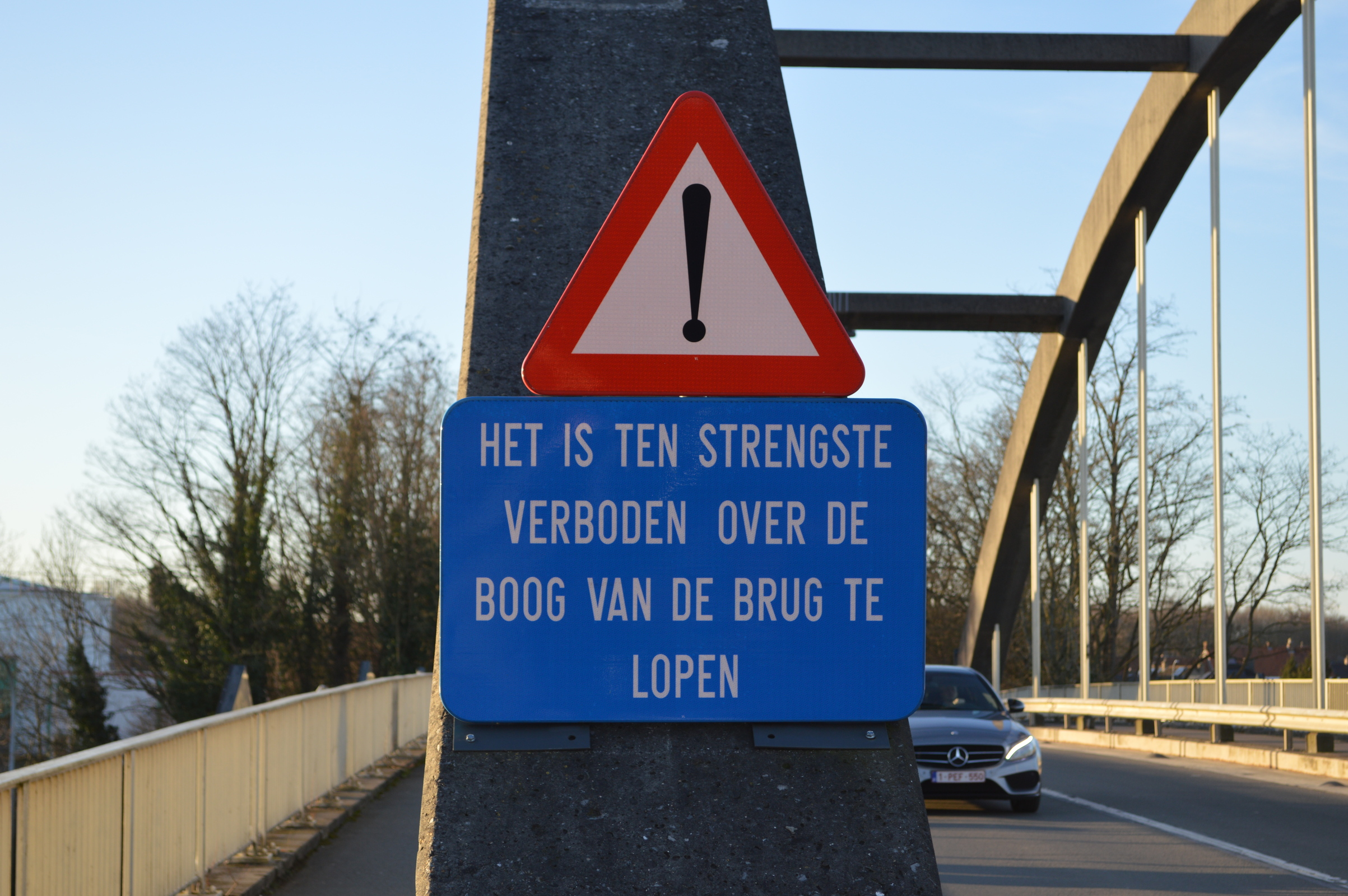
Dit verbodsbord kwam in 2019 nadat drie mensen over de brug hadden gelopen.

- Bakkerij De Nieuwe Brug langs de Kortrijksteenweg in Harelbeke bestaat al sinds de opening van de brug in 1937.[2]
- De brug heeft problemen gehad met mensen die erop klommen.[3]